# Mentuhotepi
Seankhenre Mentuhotepi, Mentuhotepi ali Mentuhotep VII. je bil faraon, ki je vladal v drugem vmesnem obdobju Egipta. Po mnenju egiptologov Kima Ryholta in Darrella Bakerja je bil peti vladar iz Šestnajste egipčanske dinastije in vladal  v tebanski regiji Gornjega Egipta. Jürgen von Beckerath v njem vidi petega vladarja Sedemnajste dinastije.

## Dokazi
Mentuhotepi je dokazan na steli iz Karnaka in skarabejskem pečatu neznanega porekla s priimkom (prenomen), ki se lahko bere Sevahenre, Sevadženre ali Seankhenre. Razen tega so leta 1924 v ruševinah Horovega templja v Edfuju odkrili dve Mentuhopetijevi sfingi. Ne eni je prenomen  Seankhenre, na drugi pa nomen Mentuhotepi. Dokazan je tudi na Torinskem seznamu kraljev pod priimkom Seankhenre.

## Ime
Prepoznavanje Mentuhotepija je trajalo več let. Jürgen von Beckerath ga je pod imenom  Mentuhotep VII. uvrstil med faraone Sedemnajste dinastije,  Wolfgang Helck pa ga je imenoval  Mentuhotep VI. V nedavni Ryholtovi rekonstrukciji Torinskega seznama kraljev je pod imenom  Seankhenre Mentuhotepi uvrščen v Šestnajsto dinastijo.

## Vladanje
Če je Ryholtovo prepoznavanje Mentihotepija na Torinskem seznamu kraljev pravilno, je na prestolu nasledil Sekhemre Sankhtavi Neferhotepa III. in vladal samo eno leto. Njegovo vladavino so verjetno zaznamovali stalni konflikti s Hiksi iz Petnajste dinastije. V tem času je bil položaj Šestnajste dinastije že zelo šibak in Mentuhotepi je vladal samo še Tebam in njeni okolici. Na njegovi steli iz Karnaka Mentuhotepi zanosno izjavlja »Jaz sem kralj v Tebah, to je moje mesto«. Tebe imenuje »gospodarica cele dežele, zmagoslavno mesto«. Poroča tudi o tem, da je vsiljivce potisnil nazaj v »tujo deželo«, pri čemer ni jasno ali gre za Hikse ali za Nubijce. Mentuhoptepijeva vojaška moč je verjetno petirana. Faraon je bil povezan z bogom Sekmetom, ki je ubijal svoje sovražnike z »gorečo sapo«.
Mentuhotepija je nasledil Nebirirav I., ki je v Gornjem Egiptu vladal več kot 25 let.